# جيمس فيلبس
جيمس فيلبس (بالإنجليزية: James Phelps)‏ هو محامي وقاضي وسياسي أمريكي، ولد في 12 يناير 1822 في كوليبروك في الولايات المتحدة، وتوفي في 15 يناير 1900 في إيسيكس في الولايات المتحدة. حزبياً، نشط في الحزب الديمقراطي. وقد انتخب عضو مجلس ولاية كونيتيكت وانتخب عضو مجلس النواب الأمريكي.